# Велика Новосілка
Вели́ка Новосі́лка (до 1946 року — Великий Янісоль, урум. Салгир Єні Сала) — селище Волноваського району Донецької області в Україні, в ході війни з 2025 року тимчасово перебуває під окупацією РФ. Адміністративний центр Великоновосілківської селищної громади.

## Загальні відомості
Смт було центром Великоновосілківського району до його введення у склад Волноваського району. Відстань від облцентру становить близько 89 км і проходить переважно автошляхом Н15.
Поблизу селища розташований ентомологічний заказник місцевого значення Новосілківський.

## Історія

### Заснування та розвиток: XVIII—XIX століття
Населений пункт засновано у 1779 році виселеними з Криму греками-румеями та греками-урумами при поєднанні двох кримських сіл: Великий Янісоль (або просто Янісоль, згідно з відомостями) та Салгір-Єнісал. За деякими даними, засновниками цього села були жителі села Аян та Озенбаш. Причому янісольці говорили грецькою мовою, а решта — урумською. Довгий час частина нового Великого Янісоля називалася Озенбаш. Поселенці отримали на кожну ревізську душу по 30 десятин землі, було звільнено на 10 років від усіх повинностей, а от рекрутської — на 100 років.
Більшість жителів села, які говорили грецькою мовою, були вихідцями з села Салгір-Єнісала. Інша частина жителів, які розмовляли урумською мовою, були вихідцями з села Велика Єні-сала. Цим пояснюється і мовна відмінність мешканців Великої Новосілки в перші десятиліття незалежної України. Згодом одні, що жили в південній частині села, стали називатися греко-еллінами, інші, що жили в північній частині села, стали називатися греко-татарами. Умовним кордоном між мешканцями двох мовних груп був Банківський провулок. Село Великий Янісоль входило до складу Маріупольського повіту Катеринославської губернії. Перші жителі села оселилися вздовж річки Мокрі Яли та утворили селище, яке тяглося від її протоки Шайтанки до лиману Арим на півночі. У селі утворилося три вулиці або, як вони тоді називалися, — квартали.
У 1817 році у селі нараховувалося 211 дворів та 1181 мешканці (613 чоловіків та 568 жінок). У 1872 відкривається земське однокласне училище.
Поселенці займалися переважно скотарством, торгівлею, шовківництвом та землеробством. Землекористування було общинним. Ділянки землі, які обробляли селяни, перерозподілялися через 10—12 років. Згодом тут почали розвиватися ремесла та промисли. Жителі села робили цеглу та черепицю («татарку»), виготовляли всілякі глиняні вироби — миски, напівмиски, глеки,— а також знаряддя праці (лемеші, коси, вила, граблі тощо). Тут же, у селі, виробляли шкіру, яка йшла виготовлення кожухів, взуття (постолів). На кустарних ткацьких верстатах ткали лляне полотно, килими, доріжки. З величезною майстерністю в'язали різні вироби із вовни. Згідно з указом 1866 року жителі Великого Янісоля, що становили одну з категорій державних селян, почали викуповувати землю.
До кінця XIX століття в селі з'явилися промислові та торгові заклади, що належали заможним селянам та купцям. Діяли 2 цегельно-черепні заводи, 4 кузні, 17 вітряків і один водяний. Торгували п'ять лавок, шинок, шинок. З 1878 року двічі на рік — восени та навесні — тут збиралися ярмарки. З 378 дітей шкільного віку 1886 року навчалося 182. До 1913 року у селі працювали три початкові школи, у яких було понад 400 учнів. У 1890 році збудовано церкву.

### Українські визвольні змагання
У ході українських визвольних змагань на Великий Янісоль претендували різні сили. Так, у 1917 році він був під контролем загонів Нестора Махна. Одночасно, став частиною проголошеної ІІІ Універсалом Української Народної Республіки у складі адміністративно-територіальної одиниці Азовська земля з центром у Маріуполі. Під час Першої радянсько-української війни знаходиться під контролем Вільної території, що була у союзі з більшовиками. У ході контрнаступу українських та союзних військ, Великий Янісоль було звільнено. У складі Української Держави Павла Скоропадського населений пункт знову стає частиною Маріупольського повіту Катеринославської губернії.
Улітку 1918 року Нестор Махно повертається на ці землі та відновлює боротьбу проти української влади. В результаті Великий Янісоль знову стає однією з територій збройної боротьби. У жовтні загони Махна зупиняються в Дібрівці. Незабаром село оточують австрійські, німецькі війська та Державна варта. Махновці з боєм відступають, почавши серію рейдів маршрутом Гаврилівка — Іванівка — Комар — Богатир — Великий Янісоль — Времівка — Дібрівка. Переміщаючись по цьому району махновці розорили кілька німецьких колоній, бажаючи помститися колоністам за згорілу Дібрівку.
За результатами Другої радянсько-української війни сили УНР опиняються повністю витісненими з регіону. У червні 1919 озброєна італійськими гвинтівками без боєприпасів бригада Махна зазнала значної поразки під час наступу денікінців. Радянська влада звинуватила повстанців в розвалі фронту і оголосила Махна «поза законом». Махновські сили деякий час продовжували боротьбу, але згодом контроль над територію їх активних дій, у тому числі сучасною Великою Новосілкою опиняється в більшовиків.

### Радянський період
У 1920 році в селі нараховується 731 двір, населення складає 5238 мешканців. 7 березня 1923 року стає центром Великоновосілківського району у складі Донецької області. У 1929 році відкриваються лікарня та поліклініка. У 1930 році створено зернотехнікум, почав працювати радіовузол. У 1931 році починає виходити газета «Ленінський шлях» (з 1963 — «Шлях до комунізму») греко-еллінською та греко-татарською мовою, а через 2 роки — українською та російською. Тоді тираж складав 800 екземплярів, у 1941—2000, а 1975 — 9676. У 1934 році зернотехнікум реорганізовано у райколгоспшколу обласного значення. Щорічно школа випускала 150 спеціалістів: механізаторів, твариноводів та рахунководів. У 1936 році там проходили перепідготовку члени тракторної бригади Парасковії Ангеліної зі Старобешівської машинно-тракторної станції.
До 1930-х років місцеві мешканці спілкувалися лише грецькою і татарською мовами. Дорослі розуміли українську мову. Російської не знали.
У часи Другої світової війни радянські війська залишили Великий Янісоль 10 жовтня 1941 року. У часи німецької окупації односельчани допомагали один одному. Наприклад, після приходу німців один чоловік спеціально погодився стати місцевим німецьким поліцейським, щоб допомагати тікати тим, кого ув'язнювали. З приходом радянської армії його відразу стратили. У час німецької окупації у селі діяла німецька тюрма через паркан зі школою. Вчителі школи відпускали деяких учнів, чиї батьки були у тюрмі, до туалету у певні години, щоб ті могли побачити у шпарини у паркані своїх батьків, яких виводили на прогулянку у тюрмі. Також подбали про сиріт, які залишилися після голодомору 1932—1933 рр. Місцевий діловод переписала дати народження дітей, щоб зменшити їхній вік, щоб дітей не забрали на роботи до Німеччини. 12-13 вересня 1943 року село звільнено від німецьких загарбників радянськими військами 40-гвардійської стрілецької дивізії 5-ї армії.
У 1946 році село перейменовано у Велику Новосілку. У 1961 році на громадських засадах створено краєзнавчий музей. У 1964 році відкрито дитяча районна музична школа, де у 1974—1975 навчальному році навчалося 187 учнів та працювало 17 викладачів. У 1965 році Велика Новосілка стає селищем міського типу. У 1979 році у селищі відбувається урумський фольклорний фестиваль «Тірнихор» під керівництвом Миколи Хороша. У 1983 році відкривається культурно-спортивний комплекс, найбільший у сільській місцевості Донецькій області (глядацький зал на 440 місць, спортзал, РАГС, бібліотека на 80 000 книг, зал боротьби, атлетики та гімнастики). У 1989 році у Великій Новосілці проходить фестиваль приазовських греків «Мега Юрти».

### Незалежна Україна

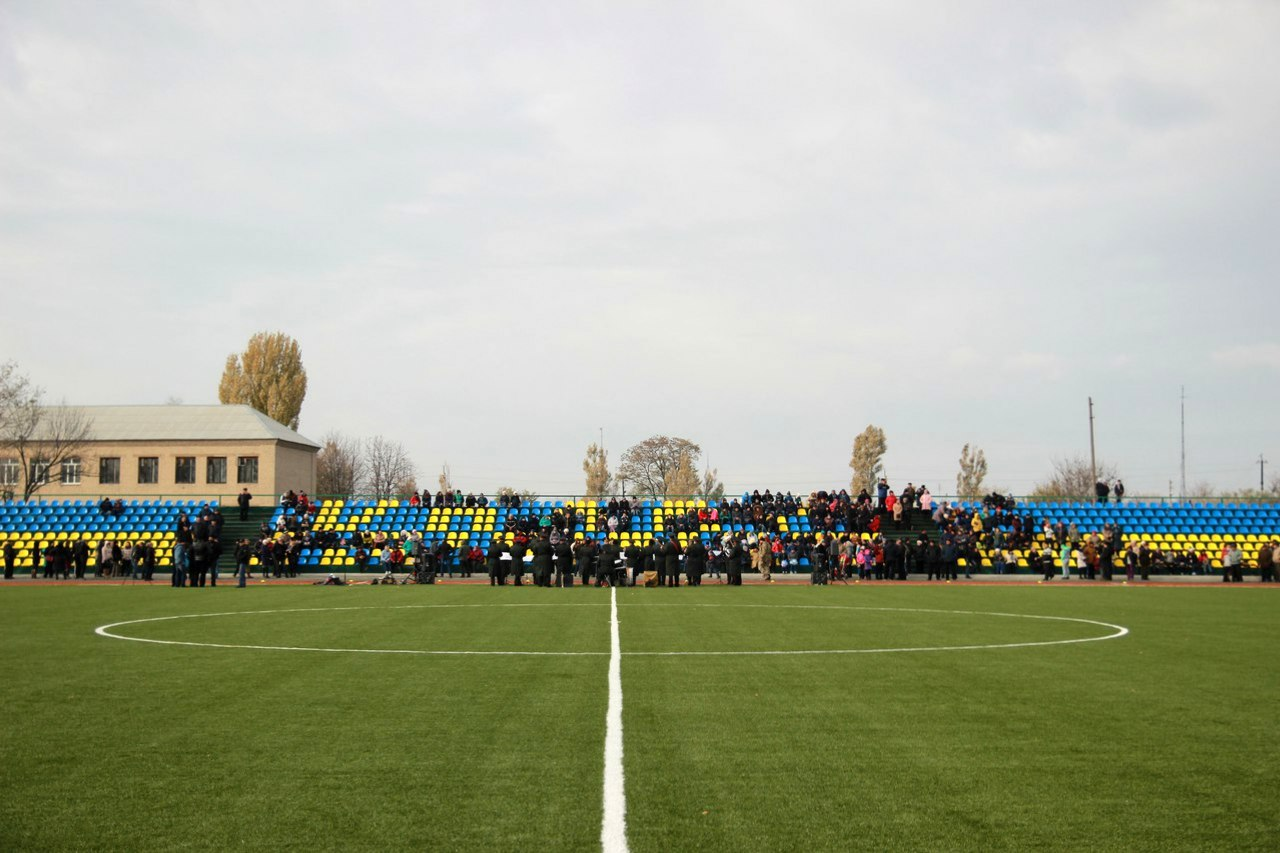
Стадіон «Колос» у Великій Новосілці, Донецька область, Україна, 2016 р.

#### Кінець ХХ— початок ХХІ століття
У роки незалежності Велика Новосілка стає центр одного з найбільших сільськогосподарських районів Донецької області. Основними видами діяльності є рослинництво (в основному, вирощування олійних і зернових культур), на що вказує квітучий соняшник у верхній правій частині герба, і значне рогате тваринництво (що символізує бик/тур) у нижній частині герба.
14 серпня 1996 р. рішенням 63 сесії селищної ради затверджено сучасний герб: щит скошений зліва червоним і срібним. У червоному полі зелений сонях із зеленим же листям і голівкою чорного кольору з золотими пелюстками; в срібному полі — коричневий бик/тур, обернений вліво, що стоїть на чорній землі. Автор — О. Киричок.
У 1997 році в Великій Новосілці засновано футбольний клуб «Прометей», який виступав на змаганнях районного та обласного рівня. У 2016 році було проведено реконструкцію стадіону «Колос».
У жовтні 2017 року лікарня Великої Новосілки отримала нове багато вартісне діагностичне обладнання. Також там було проведено ремонт.
20 червня 2021 року на офіційному сайті Великоновосілківської громади було опубліковано оновлену версію герба. Із змін — більш сучасніший дизайн гербу та зміна кольору землі з чорного на зелений.

#### Російсько-українська війна
З початком Війни на Донбасі у 2014 році в Великій Новосілці проросійські сили намагалися встановити владу так званої «Донецької народної республіки» — терористичного квазідержавного утворення.
3 вересня 2014 року більше тисячі мешканців смт. Велика Новосілка на Донеччині провели мітинг «За Єдину Україну» і з острахом очікували бойовиків ДНР на своїй території.
15 травня 2014 року український батальйон «Донбас» звільнив райвідділ міліції у Великій Новосілці від лояльної терористам міліції. Після цього було замінено керівника райвідділу, а особовий склад приведений до повторної присяги на вірність Україні. Над будівлею райради було піднято прапор України. Згодом близько 21.00 була отримана інформація про рух у бік Великої Новосілки 30 автомобілів бойовиків з угруповання «Восток», однак справжній бій не відбувся. Після короткої перестрілки, отримавши декількох легкопоранених, «Восток» відступив.
19 серпня, 2014 року на центральній площі смт. Велика Новосілка було перефарбовано статую Леніна у кольори українського прапора, а на п'єдесталі на котрому була установлена статуя були написи «Слава Україні! Героям слава!», «ПТН ПНХ» та «Він перекрасився (російською)». Згодом написи змінили на трафаретний напис «Слава Україні! Героям слава!».

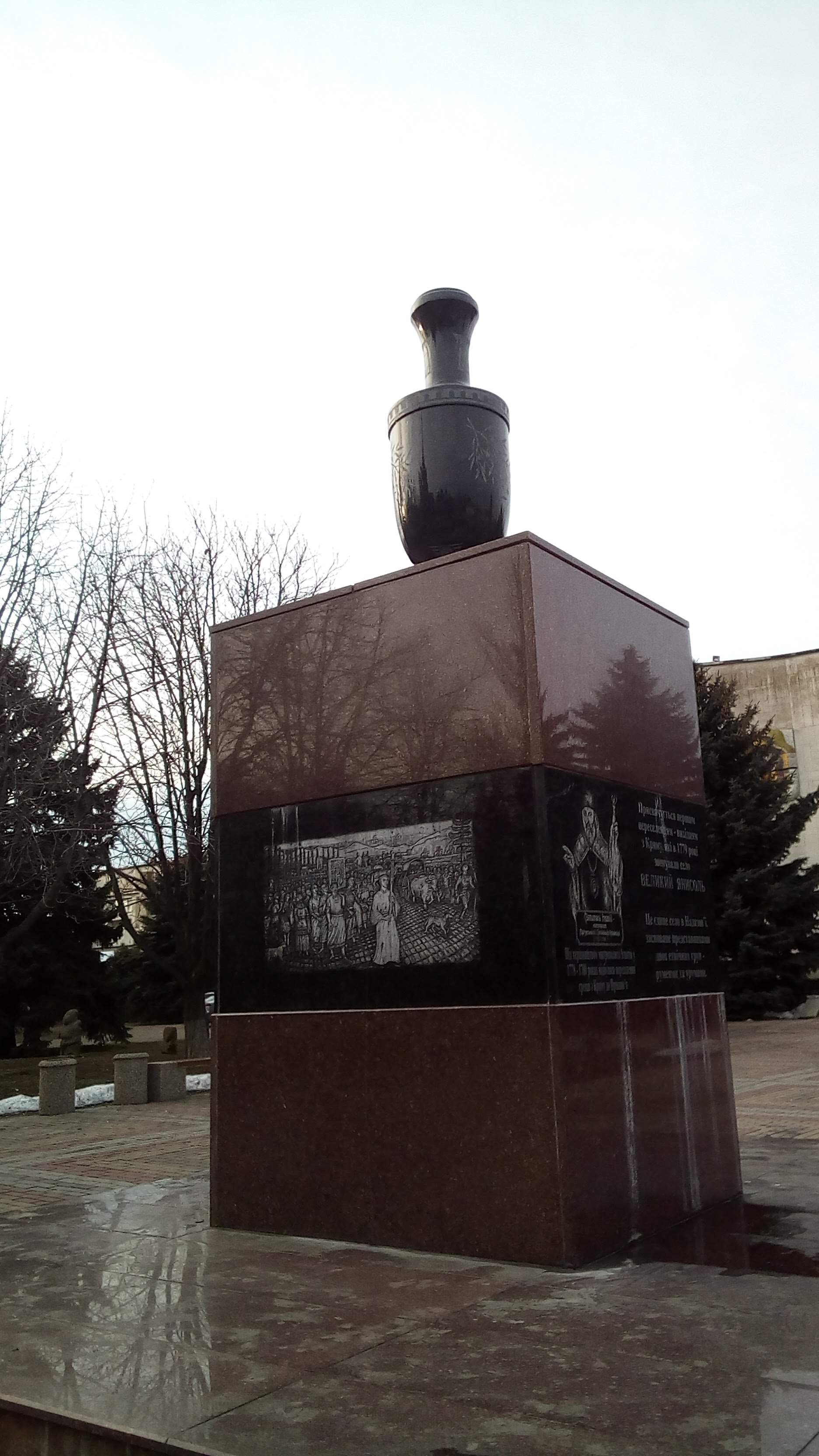
Пам'ятний знак заснуванню смт. Великої Новосілки

Пізніше у 2016 році було встановлено пам'ятний знак на честь заснування смт. Пам'ятний знак зображує грецьку вазу на п'єдесталі, на якому розписано історію Великої Новосілки.
У 2022 році, з початком повномасштабного вторгнення Росії, російські війська пройшли лінію фронту в районі Волновахи. 14 березня російські війська прорвалися зі східного боку Великої Новосілки і захопили 4 міста. 14 і 15 березня російські війська здійснили великий прорив з напрямку Волновахи, прориваючи всю східну половину лінії Велика Новосілка — Володимирівка, захопили Благодатне та інші села. 13 квітня російські війська завдали потужного бомбардування міста Велика Новосілка, в результаті чого були пошкоджені житлові будинки та комунальна інфраструктура. 24 і 25 квітня російська авіація посилено бомбардувала Велику Новосілку. 9 серпня, після майже трьох місяців, російські війська знову спробували продовжити наземні атаки в напрямку кордону Донецько-Запорізького району біля Великої Новосілки, але українські війська відбили атаку поблизу Времівки. 21 і 31 серпня російські війська здійснювали штурмові наземні удари у напрямку Великої Новосілки, але без успіху. Постійно перебуваючи на лінію фронту, інфраструктура селища зазнала великої шкоди. Були також жертви серед мирного населення. 20 лютого 2023 року з Великої Новосілки були евакуйовані всі сім'ї з дітьми. З середини листопада 2024 року почалися бої за селище. 21 грудня проєкт Deepstate повідомляв про оточення українських військ в селі Макарівка, на що в ОСУВ Хортиця заперечили цю інформацію, як нібито фейк.

## Транспорт
До початку військових дій на Донбасі Велика Новосілка мала регулярне сполучення з Донецьком. До повномасштабного вторгнення Росії в Україну через неї слідував увесь транспорт, який рухається з півдня області (Маріуполь тощо), в обхід Донецька на північ області.
Селищем проходять два територіальні автошляхи Т 0509 та Т 0518.

## Населення

### Мова
Розподіл населення за рідною мовою за даними перепису 2001 року:
| Мова            | Кількість | Відсоток |
| --------------- | --------- | -------- |
| російська       | 6041      | 81.80%   |
| українська      | 1261      | 17.08%   |
| грецька         | 63        | 0.85%    |
| вірменська      | 9         | 0.12%    |
| білоруська      | 2         | 0.03%    |
| німецька        | 1         | 0.01%    |
| інші/не вказали | 8         | 0.11%    |
| Усього          | 7385      | 100%     |

За даними перепису 2001 року населення селища становило 7385 осіб, із них 17,08 % зазначили рідною мову українську, 81,8 % — російську, 0,85 % — грецьку, 0,12 % — вірменську, 0,03 % — білоруську та 0,01 % — німецьку мову.

## Культура
Велика Новосілка двічі приймала міжнародний фестиваль грецької культури «Мега-Йорти» імені Доната Патричі 1989 та 1993 року.

## Персоналії
У Великій Новосілці народилися:
- Балтаджи Павло Митрофанович — повстанський отаман учасник Махновського руху.
- Касьяненко Володимир Григорович — український радянський анатом, академік АН УРСР.
- Малтабар Леонід Маркович — радянський вчений в галузі виноградарства.
- Мороз Раїса Василівна — український громадський діяч, перекладач, публіцист, письменник-мемуарист, учасник дисидентського руху.
- Мултих Георгій Минович — радянський український науковець-історик, педагог, лауреат Державної премії УРСР в галузі науки і техніки.
- Тахтамишев Володимир Феофанович — учасник анархо-махновського руху.
- Степаненко Тарас Миколайович — український футболіст, півзахисник донецького «Шахтаря».
- Шапаренко Микола Володимирович — український футболіст, півзахисник київського «Динамо».
- Демуренко Дмитро Сергійович — молодший сержант Збройних сил України, учасник російсько-української війни.
- Завара Олександр Васильович — український письменник, публіцист, критик і музикант.